# LVL Jäger
Die LVL Jäger GmbH (bis 2016: Ludwigsburger Verkehrslinien Reisebüro Jäger GmbH) ist der Betreiber der Stadtbuslinien in der Kreisstadt Ludwigsburg. Das Unternehmen unterhält darüber hinaus die Stadtverkehre in Kornwestheim und Asperg sowie mehrere Regionallinien.

## Geschichte
Die Ludwigsburger Verkehrslinien wurden im Frühjahr 1926 gegründet, sie waren direkter Nachfolger der gleichzeitig eingestellten Ludwigsburger Oberleitungs-Bahnen. Damals gingen die ersten drei LVL-Linien von Ludwigsburg nach Aldingen (über Oßweil und Neckargröningen), nach Hoheneck und nach Eglosheim in Betrieb. Die Strecke nach Hoheneck löste die Oberleitungs-Bahnen nahtlos ab. Die Strecke nach Aldingen war ebenfalls eine Nachfolgelinie der Oberleitungs-Bahnen, jedoch wurde diese Zweigstrecke bereits 1923 eingestellt. Oßweil, Neckargröningen und Aldingen hatten zuvor drei Jahre lang gar keine Verkehrsverbindung nach Ludwigsburg.
Nach dem Zweiten Weltkrieg erfolgte 1945 die Wiederaufnahme des Verkehrs, wobei der Stadtverkehr Ludwigsburg auf drei Unternehmen aufgesplittet wurde. Durch einen Linientausch zwischen den Unternehmen entstand im September 1956 ein neuer Ludwigsburger Stadtverkehr mit LVL-Linien nach Eglosheim, Oßweil, Weststadt, Oststadt, Grünbühl und Hoheneck. 1957 wurde der Linienverkehr ins Wohngebiet Schlößlesfeld aufgenommen, 1958 erfolgte die Übernahme des Linienverkehrs nach Pflugfelden. Im Jahre 1964 wurde der Stadtverkehr innerhalb Aspergs eingerichtet. 1967 wurde der Verkehr zwischen Ludwigsburg und Asperg als eigene Linie aufgenommen.
1973 wurde nach der Eröffnung des Einkaufszentrums Breuningerland ein neuer Taktfahrplan eingeführt. 1982 erfolgte die Eingliederung der Linien in die Verbundstufe 2 des VVS durch Anwendung von Übergangstarifen im Zeitkartenbereich. 1987 wurde der neue Zentrale Omnibusbahnhof in Ludwigsburg eingeweiht und der Linienverkehr neu geordnet. Seit 1993 sind alle Linien in den Gemeinschaftstarif des VVS eingebunden. Im Jahr 2002 erfolgte die Übernahme des Omnibusunternehmens Zeiher, das bis dahin in Poppenweiler ansässig war. Den Bereich Reiseverkehr hat LVL Jäger im Jahr 2015 an Schlienz-Tours veräußert.

## Fuhrpark
Der Fuhrpark für den Linienverkehr besteht ausschließlich aus Niederflur-Linienbussen der Marken MAN, Mercedes-Benz und Solaris. Die Fahrzeuge sind bis auf die dunkelblaue Front weiß lackiert. Über LED-Anzeigen werden das Fahrziel und wichtige Haltestellen angezeigt.
Außerdem wurden 2014 zehn Solaris Urbino 12 Hybrid mit Euro 6 Antrieb geliefert. 2016 wurden weitere Busse mit Euro 6 Motor vom Typ MAN Lion’s City angeschafft. Seit 2020 fahren 50 neue Busse des Typs MAN New Lion's City Efficient Hybrid auf allen Linien im Wechsel mit älteren Modellen.

## Linien
Nachdem die Omnibuslinien überall im VVS vereinheitlicht wurden, erhielten die Linien der LVL Nummern im 400er-Bereich anstelle von Buchstaben. Insgesamt betreibt die LVL 20 Tageslinien und fünf Nachtlinien, die in den Nächten von Freitag auf Samstag, Samstag auf Sonntag und in den Nächten vor gesetzlichen Feiertagen verkehren und weitgehend den S-Bahn-Strecken folgen.

### Linien in Ludwigsburg
| Linie | Strecke |
| ----- | --- |
| 420   | Bahnhof (Arena) – Schlieffenstraße – Bahnhof (Arena)                                                                                                  |
| 421   | Neckarweihingen Immanuel-Dornfeld-Straße – Hohenrainstraße – Schloss Favorite – Residenzschloss – Rathaus – ZOB – Oststadt – Oßweil Süd               |
| 422   | Pflugfelden Sportplatz – Ludwigsburg Ruhrstraße – ZOB – Rathaus – Blühendes Barock – Klinikum – Schlößlesfeld Bührerstraße                            |
| 423   | ZOB – Kreisberufsschule (Schulbus) |
| 424   | ZOB – Rathaus – Residenzschloss – Heilbronner Straße – Pädagogische Hochschule – Breuningerland – IKEA                                                |
| 425   | Eglosheim Falkenweg – Rundsporthalle – ZOB – Rathaus – Blühendes Barock – Oßweil Hirschstraße                                                         |
| 426   | (Monrepos –) Eglosheim Straßenäcker – Weststadt – ZOB – Rathaus – Blühendes Barock – Elisabeth-Kranz-Straße                                           |
| 427   | Grünbühl Netzestraße – Karlshöhe – ZOB – Rathaus – Residenzschloss – Schloss Favorite – Bottwartalstraße – Hoheneck Heilbad                           |
| 428   | Neckarweihingen Hermann-Hesse-Straße – Neckarweihingen Immanuel-Dornfeld-Straße                                                                       |
| 429   | Kornwestheim Wüstenrot & Württembergische – ZOB – Bietigheimer Straße – Schloss Favorite – Neckarweihingen Hermann-Hesse-Straße                       |
| 430   | Heilbronner Straße – Bietigheimer Straße – Talstraße – ZOB – Rathaus – Residenzschloss – Schloss Favorite – Neckarweihingen – Poppenweiler Jahnstraße |

### Stadtverkehr Kornwestheim
| Linie | Strecke |
| ----- | --- |
| 411   | Kornwestheim Bahnhof – Zeppelinstraße – Enzstraße – Friedhof                                                   |
| 412   | Pattonville – Freizeitpark – Enzstraße – Zeppelinstraße – Kornwestheim Bahnhof – Max-Planck-Straße – Stammheim |
| 413   | Ludwigsburg Arsenalplatz – ZOB – Max-Eyth-Straße – Kornwestheim Bahnhof – Eichenweg – Rechbergstraße           |
| 414   | Kornwestheim Bahnhof – Mühlhäuser Straße – Zeppelinstraße – Bahnhof                                            |
| 415   | Kornwestheim Wüstenrot & Württembergische – Kornwestheim Bahnhof                                               |

### Überlandlinien
| Linie | Strecke |
| ----- | --- |
| 431   | (Waiblingen – Hegnach –) Neckarrems – Neckargröningen – Oßweil – Blühendes Barock – Ludwigsburg Rathaus – Ludwigsburg ZOB                                                                              |
| 433   | Poppenweiler Burghaldenstraße – Hochdorf (– Bittenfeld) – Hochberg – Neckargröningen – Berliner Platz – Blühendes Barock – Ludwigsburg Rathaus – Ludwigsburg ZOB – Asperg Bahnhof – Stuttgarter Straße |
| 451   | Marbach am Neckar – Poppenweiler – Neckargröningen Stadtbahn |
| X43   | Ludwigsburg ZOB – Neckargröningen – Hegnach – Waiblingen Bahnhof |

### Nachtbus
| Linie | Strecke |
| ----- | --- |
| N41   | Ludwigsburg ZOB – Rundsporthalle – Eglosheim August-Bebel-Straße – Neckarweihingen Immanuel-Dornfeld-Straße – Ludwigsburg ZOB                           |
| N42   | Ludwigsburg ZOB – Oßweil Mühlhauser Straße – Ludwigsburg Comburgstraße – Klinikum – ZOB                                                                 |
| N43   | Ludwigsburg ZOB – Pattonville – Aldingen – Neckargröningen Stadtbahn – Hochberg – Hochdorf – Poppenweiler – Neckargröningen Schießtal – Ludwigsburg ZOB |
| N47   | Kornwestheim Bahnhof – Kirchtalstraße – Hallenbad – Bahnhof                                                                                             |
| N48   | Kornwestheim Bahnhof – Pattonville Berufsschule – Kornwestheim Bahnhof                                                                                  |

### Schülerverkehr
| Linie | Strecke                                                                      |
| ----- | ---------------------------------------------------------------------------- |
| 422A  | Pflugfelden – Ludwigsburg                                                    |
| 425A  | Eglosheim – Ludwigsburg – Oßweil                                             |
| 427A  | (Pattonville –) Grünbühl – Ludwigsburg – Hoheneck                            |
| 430A  | Poppenweiler – Neckarweihingen – Ludwigsburg                                 |
| 433A  | Ludwigsburg – Neckargröningen – Hochberg – Hochdorf (Remseck) – Poppenweiler |